# Stazione di San Giuseppe
La stazione di San Giuseppe è una stazione della ferrovia Circumvesuviana, sita nel comune di San Giuseppe Vesuviano.
Si trova sulla ferrovia Napoli-Ottaviano-Sarno.

## Strutture e impianti
La stazione dispone di un fabbricato viaggiatori con sala attesa e biglietteria.
Sono due i binari dedicati al servizio viaggiatori, il binario numero uno in direzione Sarno e il binario numero 2 in direzione Napoli. Collegato al primo binario è presente anche un binario tronco che ospita da un lato la centralina elettrica e qualche volta, dall'altro, fa da ricovero carri.
Non vi è scalo merci.

## Movimento
Il traffico passeggeri è più intenso nelle ore mattutine grazie ai numerosi lavoratori e ai numerosi pendolari costretti a spostarsi; nel resto della giornata il traffico è abbastanza scarso.

## Servizi
La stazione dispone di:
- Servizi igienici (chiusi)
- Sottopassaggio